# Урутчев, Владимир
Владимир Урутчев (болг. Владимир Уручев; род. 1 октября 1954 года, Смолянская область, Республика Болгария) — болгарский политик, Депутат Европейского парламента (Европарламента), член консервативной политической партии Болгарии Граждане за европейское развитие Болгарии. В 2007 году, после вступления Болгарии в Евросоюз, был избран в составе первой группы болгарских депутатов Европейского парламента. Впоследствии, в 2009 году был переизбран. До начала работы в Европарламенте был инженером-ядерщиком на болгарской АЭС «Козлодуй». Выпускник Московского энергетического института (1981).

## Биография
Владимир Урутчев родился 1 октября 1954 года в Смолянской области Болгарии. После школы учился с 1969 по 1973 год в Пловдиве, в Технической школе электротехники — по специальности «Электростанции и сети». Потом уехал в Москву, где поступил учиться в Московский энергетический институт (ныне Национальный технический университет «МЭИ»). В МЭИ учился в нынешнем Институте тепловой и атомной энергетики, получил специальность «Атомные электростанции и установки».
С 1994 по 1997 год Урутчев возглавлял отдел технического обслуживания и ремонта атомной станции «Козлодуй». В последующем работал начальником отдела эксплуатации реакторных блоков (1997—2001), с 2000 по 2007 год был главным инженером реакторных блоков 1-4 на АЭС «Козлодуй». Одновременно с 20011 по 2003 год учился в Промышленной академии в болгарском городе Свиштов по специальности «Бизнес-организация и управление».
С 2005 по 2007 год Владимир Уручев был членом правления компании ENISS, занимающейся стандартами безопасности на ядерных объектах в Европе.
С 2007 года был избран членом Европейского парламента в составе группы. состоящей из членов Европейской народной партии (христианских демократов) и Европейских демократов. избранной болгарской партией GERB. На европейских выборах 2009 года в Болгарии был утвержден в качестве члена. В Европарламенте работает в Комитете по промышленности, исследованиям и энергетике.